# Froschbrunnen (Bozen)

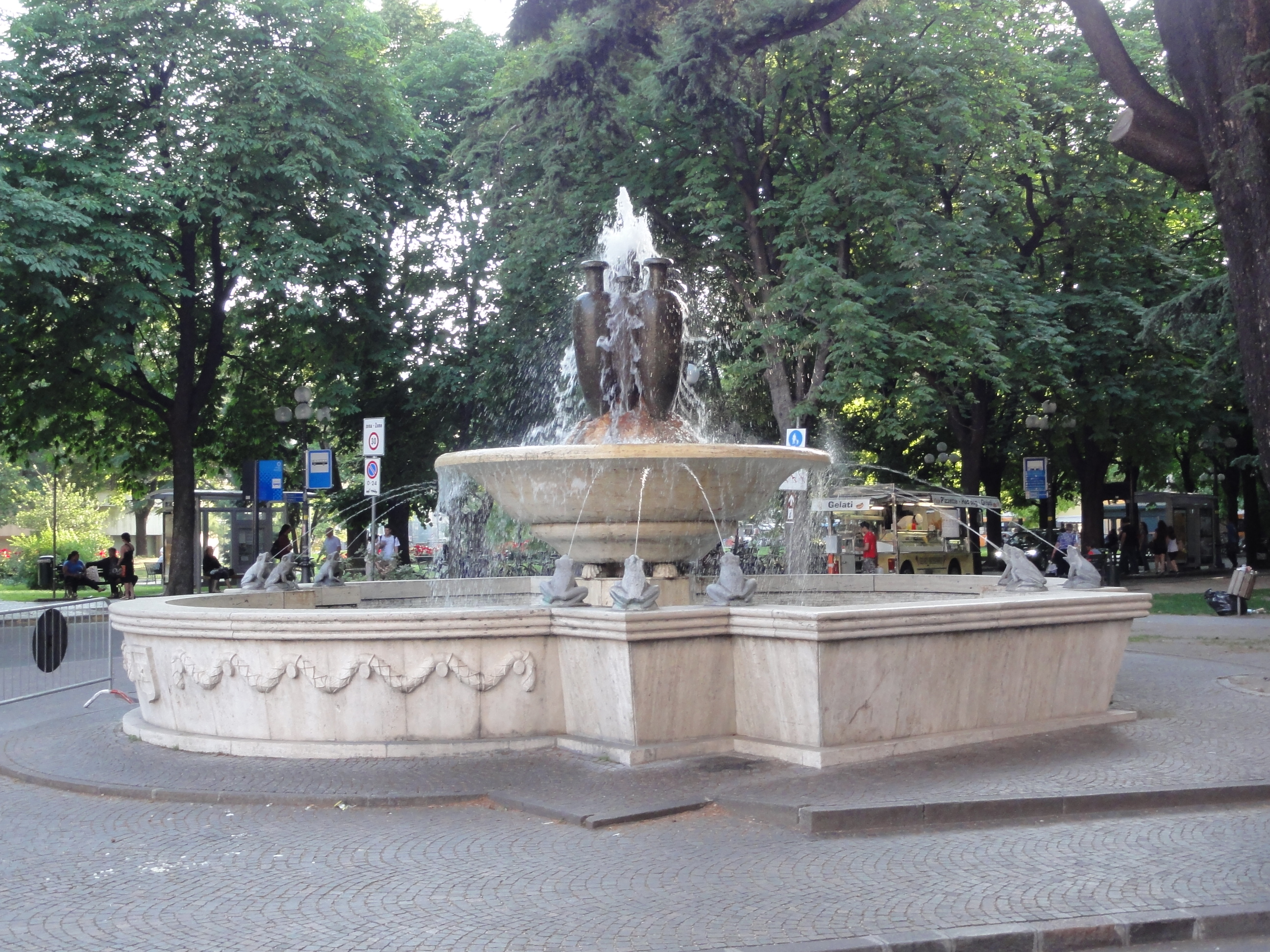
Der Froschbrunnen 2011

Der Froschbrunnen (italienisch: Fontana delle rane, Fröschebrunnen) ist ein Brunnen am Bahnhofsplatz in Bozen in Südtirol (Italien).

## Geschichte und Gestaltung
Die im August 1929 eingeweihte Springbrunnenanlage entstand nach einem Entwurf des römischen Architekten Francesco Rossi, die bildhauerische Ausgestaltung war Ignaz Gabloner aus Bozen übertragen; die Ausführung besorgte die Baufirma Sicea aus Mailand. Der Brunnenneubau entstand an der Stelle eines alten Akzisehäuschens am Rand des Stadtparks, sollte den Bahnhofsplatz aufwerten und ihm einen städtischen Charakter verleihen. Er ist im Zusammenhang mit der ein Jahr zuvor 1928 abgeschlossenen Umgestaltung des Bahnhofs Bozen zu sehen.
Die Anlage besteht im Wesentlichen aus zwei Kunststein-Brunnenbecken. Auf den Ecken des großen unteren Bassins sitzen zwölf bronzene Frösche, die in der Tradition des Latonabrunnens in Versailles aus ihren Mäulern Wasserstrahlen empor in ein höheres zweites Wasserbecken speien. Im oberen Becken stehen neun bronzene Amphoren, aus deren Mitte einst eine 10 Meter hohe Fontäne aufstieg. Das zerstäubende Brunnenwasser sollte „eine angenehm bemerkbare Kühlung der Luft in der Umgebung des Brunnens“ mit sich bringen. Die Funktion des Froschbrunnens als Blickfang gegenüber der Bahnhofs-Hauptfassade wurde schon 1929 durch 17 im Boden des unteren Brunnenbeckens eingebaute Scheinwerfer unterstrichen.
Im Zweiten Weltkrieg wurde der Froschbrunnen bei einem Bombenvolltreffer am 29. März 1944 vollständig zerstört. Die Rekonstruktion elf Jahre später 1955 erfolgte unter Mitwirkung von Ignaz Gabloner und Francesco Rossi, die sich in Inschriften am Sockel der oberen Brunnenschale erneut verewigten. Unter den Veränderungen war am auffälligsten das Weglassen der klassischen Inschriften, deren lateinische Texte u. a. von Lukrez und Horaz sich thematisch auf das Wasser bezogen. Eine weitere Änderung war der Materialwechsel für das untere Brunnenbecken, das seither mit Travertin verkleidet ist.

Der als Wahrzeichen von Bozen geltende Froschbrunnen wurde 2021 unter Denkmalschutz gestellt. Restaurierungen fanden 2017 und 2023 statt.

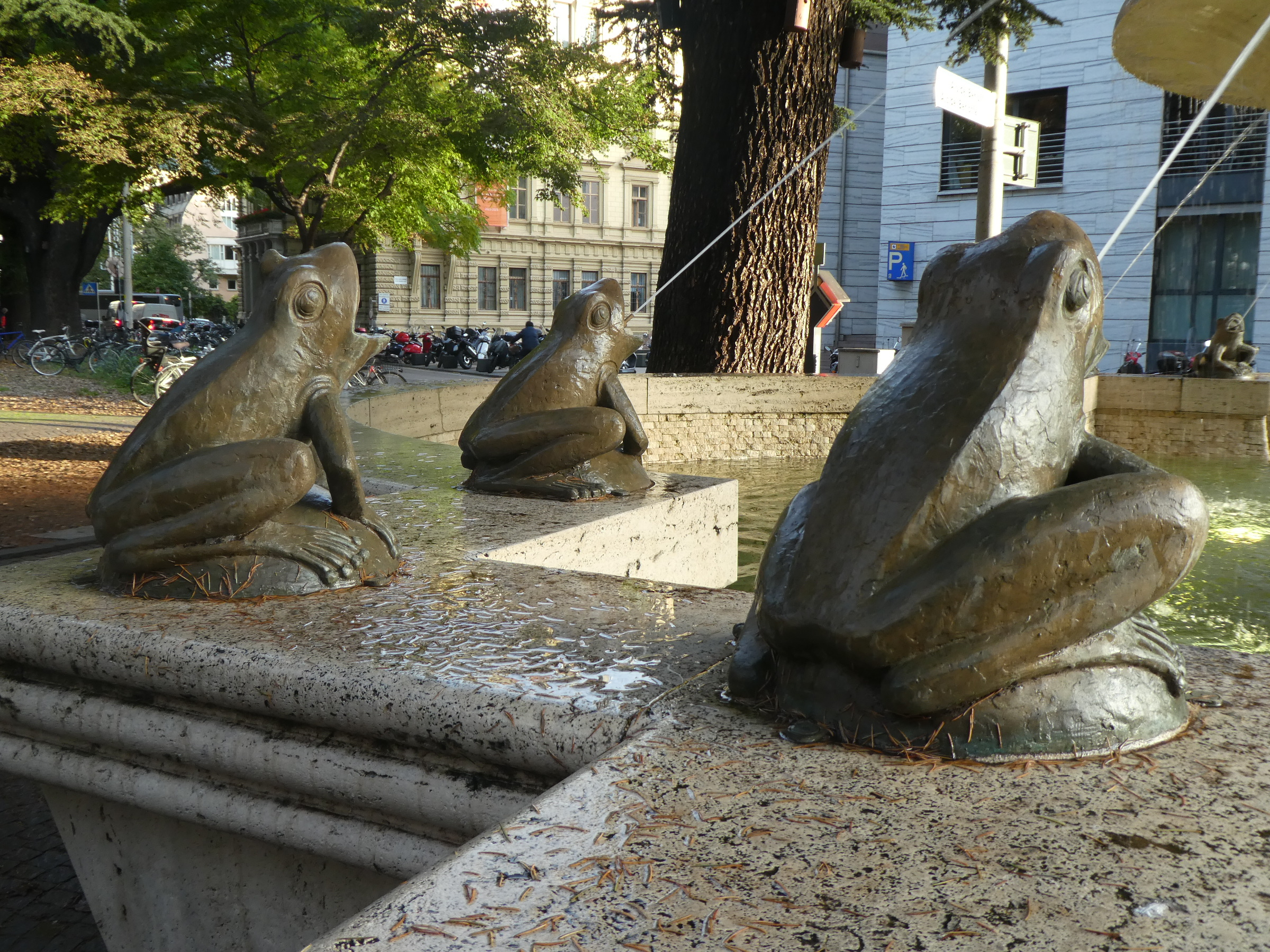
Wasserspeiende Frösche
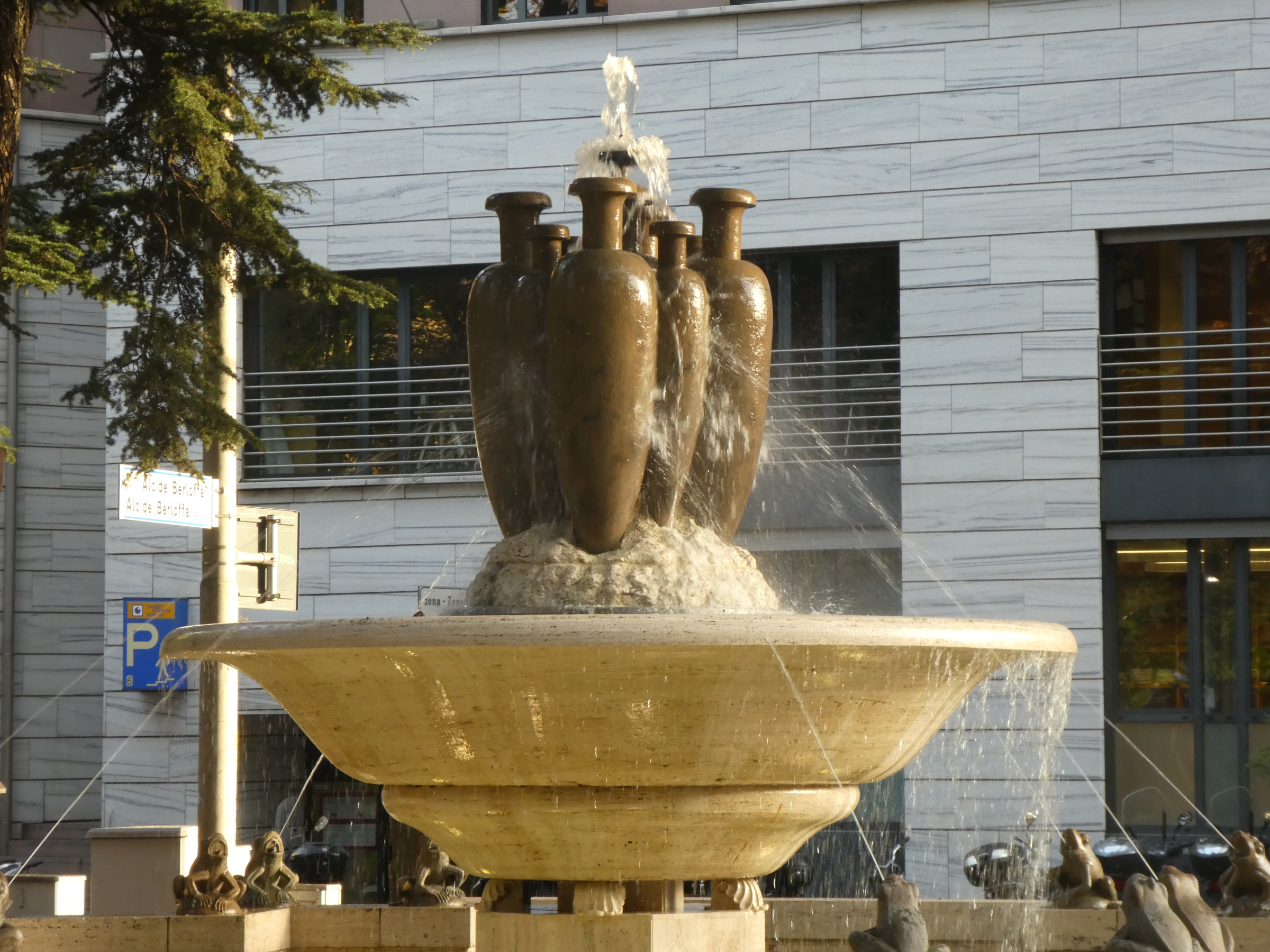
Obere Brunnenschale mit Amphoren